# Germaine Van Dievoet
Pour les autres membres de la famille, voir Famille Van Dievoet.
Germaine Van Dievoet, est une sportive belge, championne de natation, membre de la "Fédération Royale Belge de Natation et de Sauvetage", née à Bruxelles le 26 septembre 1899 et décédée à l'âge de 91 ans le 30 octobre 1990 à Uccle, clinique des Deux Alices.
Elle est la fille de l'architecte Henri Van Dievoet (1869-1931).

## Biographie

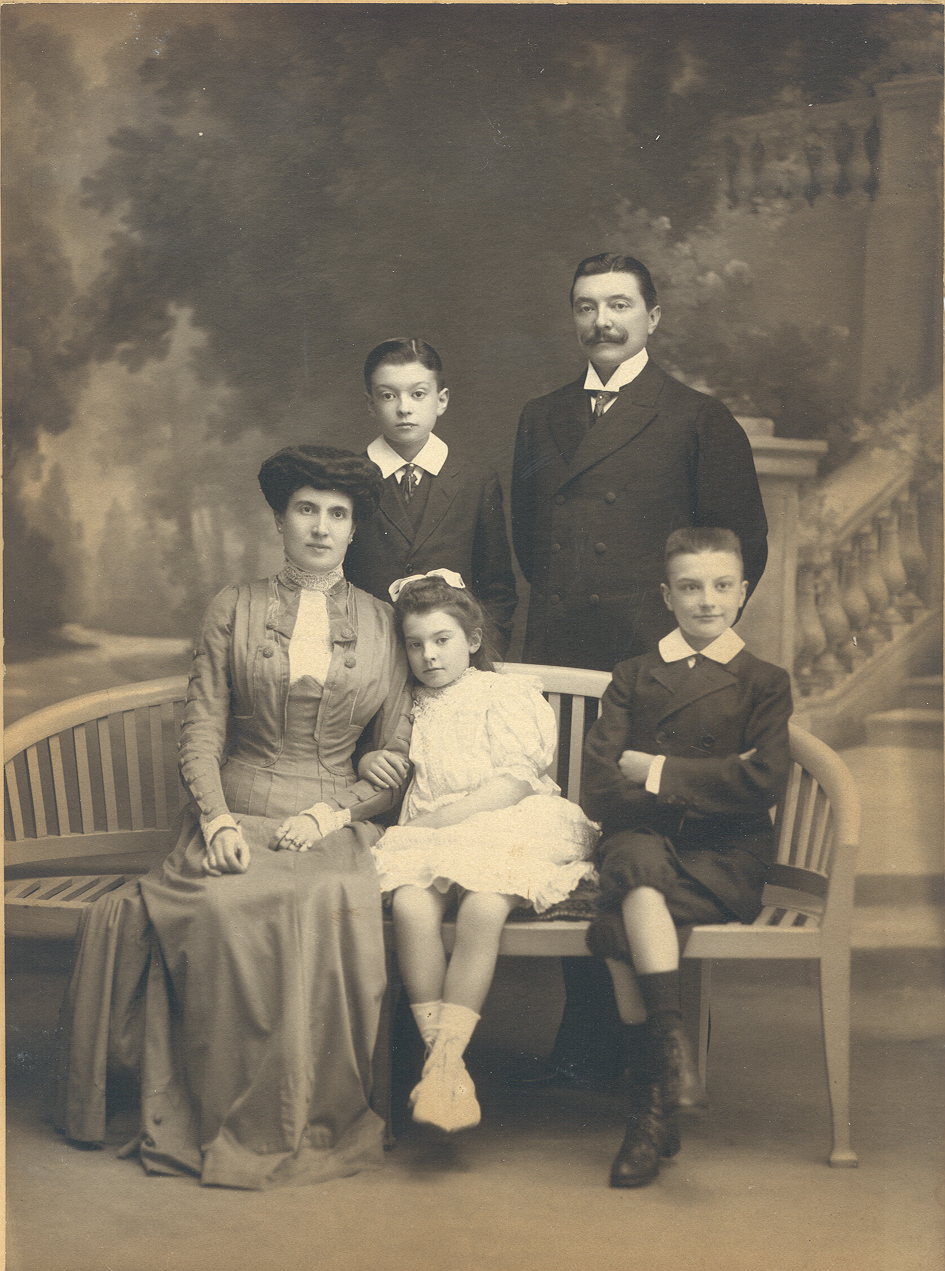
Germaine avec ses parents, l'architecte Henri Van Dievoet et son épouse Eugénie Masson, et ses frères, Paul (debout) et Marcel (assis).

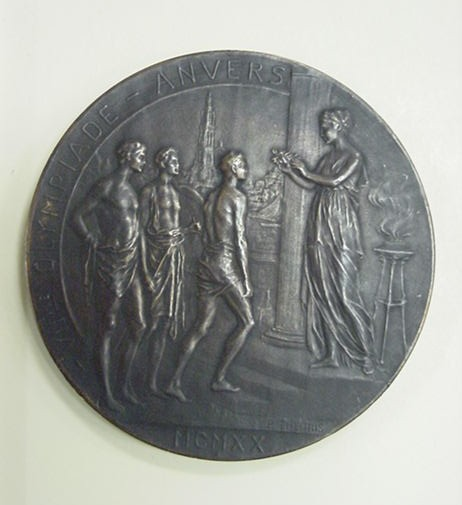
Médaille de participation aux Jeux Olympiques de 1920 à Anvers.

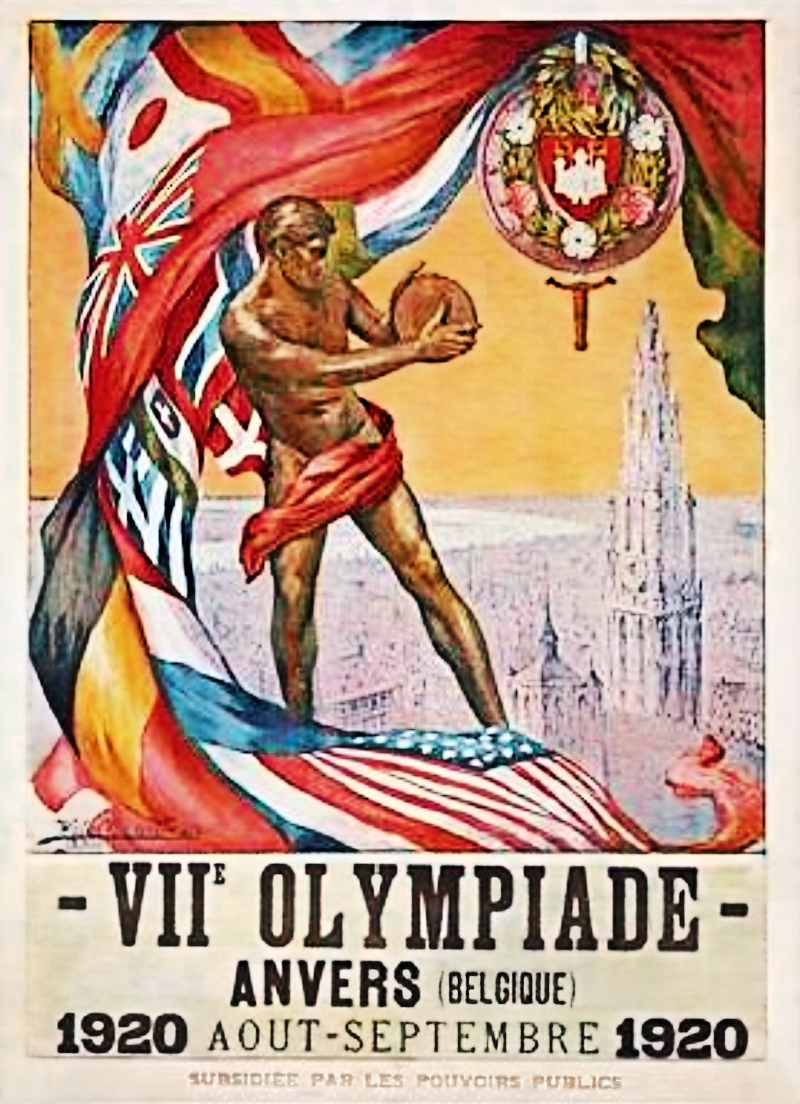
Germaine van Dievoet participa aux jeux Olympiques de 1920.

Germaine Van Dievoet fut une des dix seules jeunes-filles belges à avoir participé aux Jeux olympiques d'été de 1920, célébrés à Anvers, en Belgique du 20 avril au 12 septembre 1920.
Elle participa en 1922 aux jeux athlétiques féminins de Monte-Carlo et remporte la troisième place du 100 m. nage libre.
Germaine Van Dievoet fut championne de Belgique des 100 m. nage libre pour dames en 1920, 1921, 1922 et 1923.
Elle reçut la médaille de bronze du Mérite Sportif le jeudi 27 octobre 1955.
Le quotidien sportif français l'Auto la qualifie de "célèbre" et la décrit comme une "extraordinaire et populaire championne".

## Vie privée
Germaine Van Dievoet épousa à Uccle le 23 août 1937, Willy Dessecker, né le 16 janvier 1901 et décédé à Uccle (Clinique des deux Alices) le 22 mars 1996. Ils n'eurent pas d'enfants.

## Palmarès olympique
- Jeux olympiques d'été de 1920 à Anvers  Belgique, seule belge de la finale du 100 mètres nage libre dames
- Jeux olympiques d'été de 1920 à Anvers  Belgique, seule belge en demi-finale du 100 mètres nage libre dames